# 申東燦
申東燦（Shin Dong-chan，신동찬，1956年3月20日-），生於南韓，南韓職業籃球教練，司職控球後衛，前南韓國家代表隊成員，亦是香港籃壇首位南韓職業教練，現為南韓籃協技術委員會委員。

## 教練生涯
申東燦生於南韓，曾為南韓國家代表隊成員，曾代表國家隊9年，球員年代在1982年為南韓贏得亞運會金牌，退役後就積極投入南韓青訓工作，而他所帶領的景福高中更在1995年贏得全國高中賽「三冠王」，於2009年受朋友所託來港執教永倫，成為首次有球隊請全職南韓教練及香港籃壇史上首位南韓職業教練，2009年4月17日，首場執教便助永倫以97–70擊敗超敏。 當季帶領永倫以不敗之身贏得甲一常規賽冠軍，其後於季後賽更以總場數3–1勝出，成為常規賽及總決賽「雙料冠軍」，於2010年再次奪得甲一組聯賽總冠軍，第8度成為香港籃壇盟主。 

## 家庭生活
申東燦育有一女，外母於2010年5月不幸過身。

## 外部連結
- 香港籃球總會網頁 （页面存档备份，存于）